# Gagea minima
Espèce
Gagea minima est une espèce de petites plantes à bulbe du genre Gagea et de la famille des Liliacées.
On la trouve en Russie (Caucase septentrional et Sibérie Occidentale), et en Europe du Nord (Danemark, Finlande, Norvège et Suède), centrale (Autriche, République tchèque, Allemagne, Hongrie, Pologne et Suisse) et du Sud-Est (Albanie, Bulgarie, Macédoine, Grèce, Italie et Roumanie).